# Las Malvinas (Pando)
Las Malvinas ist eine Ortschaft im Departamento Pando im Tiefland des südamerikanischen Andenstaates Bolivien.

## Lage im Nahraum
Las Malvinas liegt in der Provinz Federico Román und ist der viertgrößte Ort im Cantón Villa Nueva im Municipio Villa Nueva. Die Ortschaft liegt auf einer Höhe von 165 m fünf Kilometer nördlich des Río Negro, der hier in West-Ost-Richtung fließt und flussabwärts in den Río Abuná mündet.

## Geographie
Las Malvinas liegt im bolivianischen Teil des Amazonasbeckens in der nördlichen Ecke des Landes nahe der Grenze zu Brasilien.
Die mittlere Durchschnittstemperatur der Region liegt bei 26 °C und schwankt nur unwesentlich zwischen 25 °C im Mai und 27–28 °C von Dezember bis Februar (siehe Klimadiagramm Riberalta). Der Jahresniederschlag beträgt etwa 1300 mm, bei einer ausgeprägten Trockenzeit von Juni bis August mit Monatsniederschlägen unter 20 mm und einer Feuchtezeit von Dezember bis Januar mit Monatsniederschlägen von mehr als 200 mm.

## Verkehrsnetz
Las Malvinas liegt in einer Entfernung von etwa 275 Kilometern Luftlinie nordöstlich von Cobija, der Hauptstadt des Departamentos.
Las Malvinas ist nicht auf dem Landweg über befestigte Straßen von Cobija aus zu erreichen. Die Ortschaft liegt in dem feuchten flachwelligen Gelände zwischen dem nördlich gelegenen Río Abuná und dem südlich gelegenen Río Orthon. Die Anlage von befahrbaren Pisten, erst recht von befestigten Straßen ist in dieser Region sehr aufwändig.
Las Malvinas ist über eine Piste mit dem fünf Kilometer nordwestlich gelegenen Democracia verbunden, von dort führt eine 37 Kilometer lange Piste zu der südlich am Río Orthon gelegenen Ortschaft Humaitá, und von Democracia nach Norden in die 25 Kilometer entfernte Ortschaft Reserva.

## Bevölkerung
Die Einwohnerzahl des Ortes ist bei der letzten Volkszählung von 2012 mit 106 Einwohnern angegeben, von vorherigen Volkszählungen liegen auf Grund der damals geringen Ortsgröße keine statistischen Daten vor:
| Jahr | Einwohner         | Quelle       |
| ---- | ----------------- | ------------ |
| 1992 | keine Detaildaten | Volkszählung |
| 2001 | keine Detaildaten | Volkszählung |
| 2012 | 106               | Volkszählung |
| 2024 |                   | Volkszählung |